# Écuyer du corps du roi

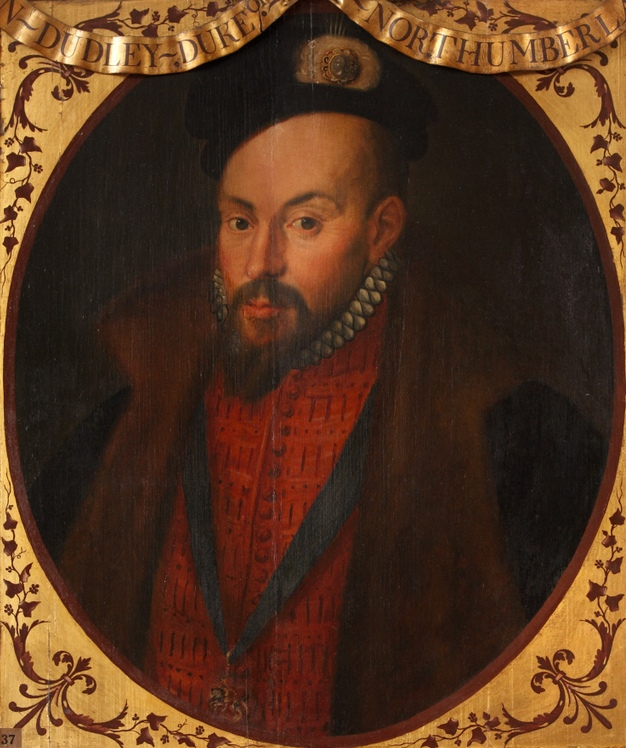
John Dudley, 1er duc de Northumberland, ancien chevalier du Corps du roi, général, amiral et homme politique.

Un écuyer du corps du roi est un assistant personnel des rois d'Angleterre à la fin du Moyen Âge et au début de l'époque moderne. Un chevalier du corps du roi est une fonction similaire, tenue parfois par un simple écuyer anobli, comme plusieurs d'entre eux l'ont été. La distinction entre les deux rôles n'est pas tout à fait claire et a probablement évolué au fil du temps. Ces fonctions existent également dans certaines cours de moindre importance, comme celle du prince de Galles.
Devenir écuyer du corps du roi peut constituer une étape importante dans la carrière d'un courtisan, d'un politicien ou d'un soldat. Parmi les anciens titulaires, on peut citer William FitzWilliam, 1er comte de Southampton, William Sandys, 1er baron Sandys, John Dudley, 1er duc de Northumberland, et John Howard, 1er duc de Norfolk.
La charge liée à ce statut s'apparente à celle d'un garde du corps, mais le poste peut aussi être confié à des compagnons particulièrement appréciés du roi ou à des figures de la noblesse régionale que le roi veut s'attacher. Dans une certaine mesure, cette fonction s'apparente à celle du gentilhomme de la chambre français et à d'autres rôles similaires en Europe continentale.

## Histoire
L'écuyer ordinaire du corps du roi, souvent abrégé en écuyer du corps, est devenu une fonction et un titre officiels de la maison royale anglaise. Le Liber Niger (manuel de gestion de la maison royale anglaise du règne d'Édouard IV au règne d'Henri VIII) stipule que l'écuyer du corps doit « veiller sur la personne du roi, l'habiller et le déshabiller, et veiller jour et nuit » pour être prêt à l'aider, car « personne d'autre ne doit porter la main sur le roi ». Sous le règne d'Édouard VI, il prend le nom de « gardien de la personne du roi », ce qui décrit assez bien ses attributions. L'écuyer du corps est en permanence auprès du roi et a pour mission, « hiver comme été, après-midis et soirées de tenir honnête compagnie dans la chambre des seigneurs, en contant les chroniques des rois ou en jouant de la flûte et de la harpe pour occuper la Cour ».
L'attribution de cette charge est considérée comme un honneur et son titulaire peut devenir très influent du fait de l'intimité et de la proximité quotidienne qu'il entretient avec le roi. On sait par exemple que Henri VIII a longtemps été à l'écoute de George Boleyn, écuyer du corps qui l'habillait au quotidien. À l'époque d'Henri VIII, les titulaires de cette fonction sont généralement des chevaliers (qui ont droit à l'aide de deux écuyers et d'un page), dont deux au moins sont toujours présents auprès du roi. Les écuyers du corps avaient le droit de mettre 5 chevaux à l'écurie royale et les chevaliers six.

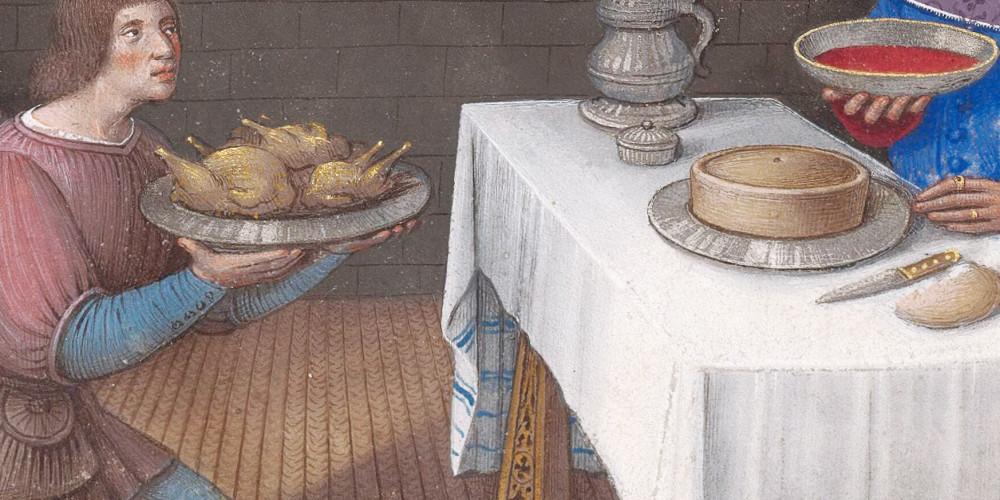
La succession des plats, Bibliothèque nationale de France.

Ces courtisans sont au nombre de six, accompagnés d'un barbier et d'un page ; ils assistent le roi dans sa chambre à coucher, lors de son lever. Ils sont chargés de lui mettre ses sous-vêtements avant qu'il ne finisse de s'habiller dans la chambre privée, en compagnie des gentilshommes de la chambre privée. Pendant le repas du roi, deux écuyers s'assoient à ses pieds, tandis que deux autres servent les plats et qu'un autre lui sert à boire dans une coupe remise par le majordome ; d'autres encore lui présentent l'aiguière et la bassine. Pendant la journée, les écuyers du corps aident le roi dans son quotidien, par exemple en portant son manteau, ou en lui servant une coupe de vin. Le soir, ils supervisent la préparation de la couche royale, qu'ils aspergent d'eau bénite, et placent l'épée du roi à la tête du lit. Pendant la nuit, le « gentilhomme de la chambre à coucher » dort sur un lit de camp dans la même chambre que le roi, le « groom de la chambre à coucher » dort dans l'antichambre, entre la chambre à coucher et la chambre privée, deux « gentilshommes de la chambre privée » dorment dans la chambre privée attenante ; un écuyer du corps et un page de la salle de réception dorment sur des lits de camp dans la salle de réception. Toutes ces couchettes sont installées pour la nuit et enlevées au petit matin par le personnel de la « garde-robe des lits ».
Pendant la nuit, les écuyers de service contrôlent la maison du roi et gèrent à eux seuls les obligations qui, pendant la journée, sont partagées entre le Lord-Grand-Chambellan, le Vice-Chambellan, les Gentlemen Usher et les écuyers du corps du roi. La nuit, aucune affaire domestique ne peut être menée et aucune dépêche ne peut être remise au roi sans l'autorisation de l'écuyer de service.
Au fil du temps, la fonction d'écuyer du corps du roi devient plus formelle et n'implique plus nécessairement d'habiller et de déshabiller le monarque. Ainsi, à la fin des années 1580, le poète et dramaturge John Lyly est nommé écuyer du corps à titre honorifique, par la reine Élisabeth Ire en reconnaissance « du soin que Lily avait pris de lui plaire ». À cette époque, les dames de la chambre accomplissent pour la reine les tâches intimes dont les écuyers s'acquittaient auparavant pour les rois.
La fonction d'écuyer du corps du roi existe également dans d'autres cours, comme celle du prince de Galles. Par exemple, Sir Robert Fullhurst est nommé écuyer du corps d'Édouard de Westminster, prince de Galles, fils du roi Henri VI.
Lors de la restauration de la monarchie en 1660, quatre écuyers du corps ont été nommés à la maison royale anglaise. Ce nombre est réduit à deux lors de l'avènement du roi Jacques II en 1685. Le poste est finalement supprimé lors de l'accession au trône de la reine Anne en 1702,.

## Chevalier du corps du roi

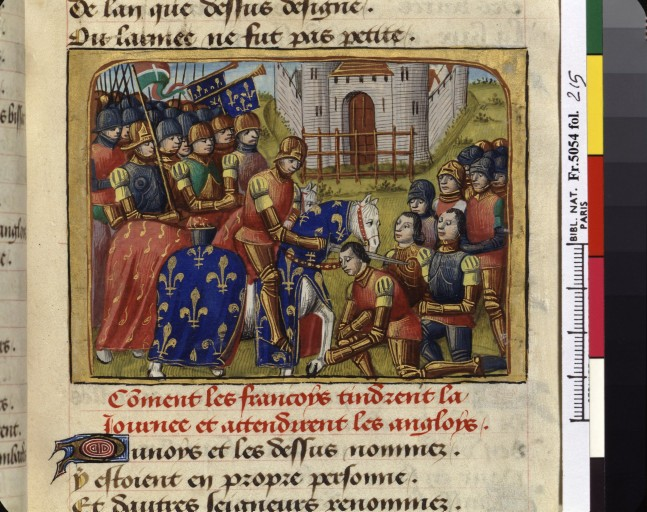
Adoubement des chevaliers.

Outre les écuyers du corps, on trouve également des chevaliers du corps dans les maisons royales anglaises de la fin du Moyen Âge.
Pour l'auteur et compositeur Samuel Pegge, les chevaliers du corps sont des écuyers du corps qui ont été anoblis, un chevalier du corps comptant parfois pour deux écuyers du corps. Josiah Wedgwood et Anne Holt affirment également dans leur History of Parliament, que les écuyers du corps qui étaient anoblis devenaient des chevaliers du corps. Au milieu du XIVe siècle, les chevaliers du corps étaient par nature plus gradés que les écuyers du corps, mais Rosemary Horrox souligne que « leur milieu social était très similaire et que la promotion de l'un à l'autre n'était pas rare ».
Le Livre noir de l'Échiquier de 1471–1472 suggère que les chevaliers et les écuyers du corps du roi sont respectivement supérieurs aux chevaliers du roi et aux écuyers du roi (également appelés chevaliers de la maison ou écuyers de la maison), mais dans la pratique, ces derniers titres sont utilisés de manière générique pour désigner tout membre de la maison qui n'est pas chevalier ou écuyer du corps, mais qui est néanmoins chevalier ou écuyer. En 1454, les chevaliers du corps sont accompagnés d'un yeoman ; ils étaient deux sous le règne d'Édouard III.

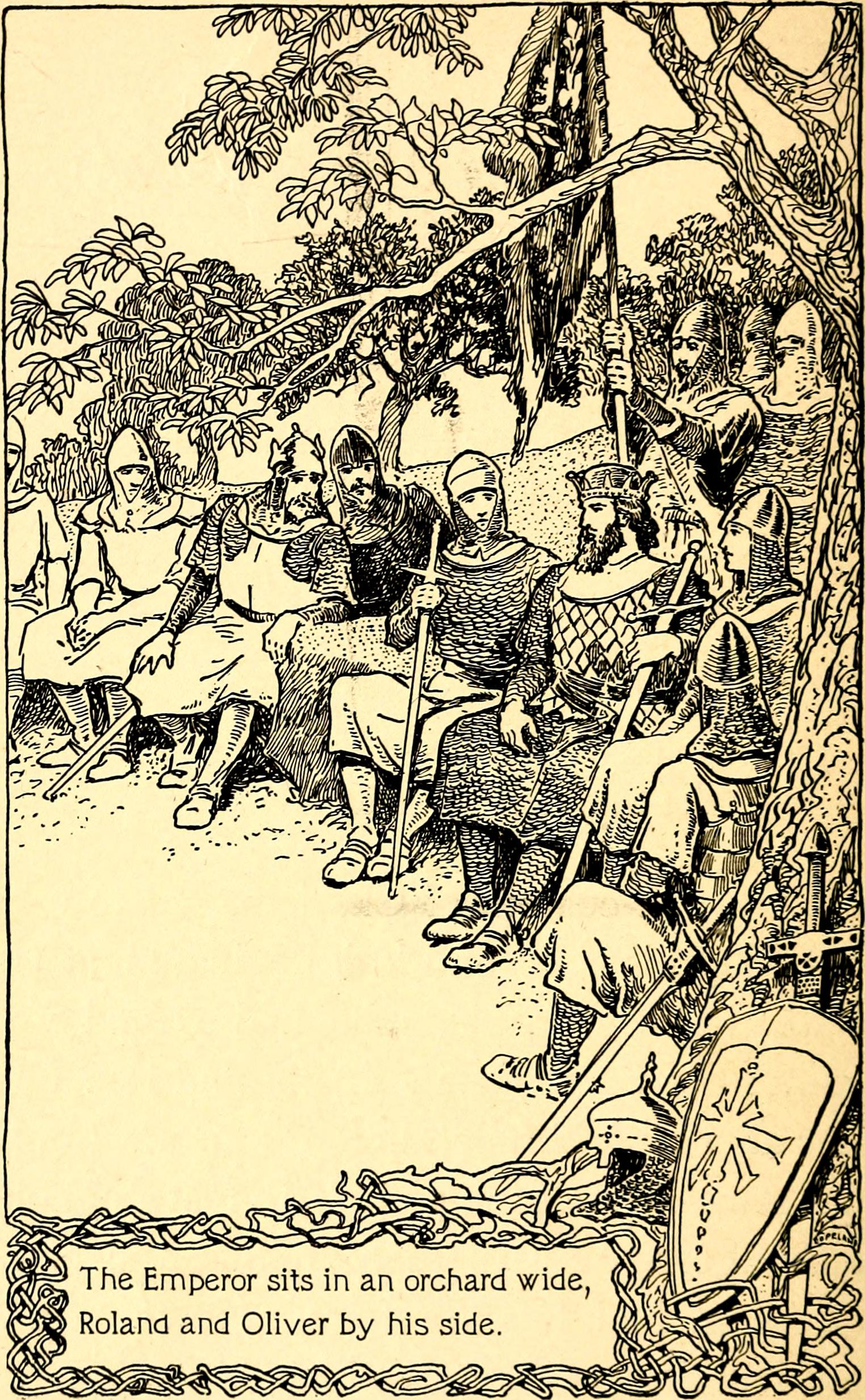
Page, écuyer et chevalier autour de l'empereur.

Pour l'historien Chris Given-Wilson, les chevaliers du corps sont apparus au milieu du XIVe siècle dans le cadre d'un processus plus large par lequel, dans l'organisation de la maison royale, la Domus Regie Magnificencie (la chambre) est devenue de plus en plus importante, au détriment de la Domus Providencie (la Maison). En conséquence, les chevaliers de la maisonnée ont peu à peu perdu de leur prestige, tandis qu'un nouveau corps de « chevaliers de la chambre » est apparu comme prééminent : Au cours du quinzième siècle, les « chevaliers de la chambre » sont devenus les "chevaliers du corps", sans que leur nombre ou leurs fonctions ne changent. À la fin du quinzième siècle, le nombre de chevaliers du corps, passe de 10 à 30 entre la première décennie du règne d'Édouard IV (1460–1470) et la fin de son règne, en 1483. Selon Horrox, cette évolution est due au « reclassement » par Édouard IV des membres de sa maison, les chevaliers du roi étant de plus en plus souvent promus chevaliers du corps. Avec cette évolution, la maison de Richard III (r. 1483–1485) compte cinquante chevaliers du corps. Selon Narasingha Prosad Sil, les chevaliers du corps ont finalement été fusionnés avec les écuyers de la maisonnée en 1518 pour former la fonction de « Gentilshommes de la Chambre Privée (en) ».
Dans les derniers temps, ce titre est souvent donné à des membres éminents de la noblesse régionale qui occupent déjà des fonctions telles que juge de paix ou shérif de leur comté, et qui passent probablement peu de temps à la cour. Leur mission fait souvent l'objet d'une rotation entre plusieurs titulaires, qui assistent le monarque à la cour selon un calendrier fixe, pour des périodes de deux mois par an. Cette mission, qui est en partie celle de garde du corps, est assurée par des soldats professionnels. En temps de guerre, leur tache s'apparente souvent à celle d'un aide de camp moderne ou d'un officier d'état-major.

## Lectures complémentaires
- (en) Simon Adams, Leicester and the Court: Essays on Elizabethan Politics, Manchester, Manchester University Press, 2002, 420 p. (ISBN 9780719053252)
- (en) Thomas Hearne, Liber niger Scaccarii: nec non Wilhelmi Worcestrii Annales rerum anglicarum, cum praefatione, London, Richardson, 1771, 486 p. (lire en ligne)